# Tvrdej chleba
Tvrdej chleba (v anglickém originále The Continual Condition) je sbírka básní amerického spisovatele a básníka Charlese Bukowského z roku 2009, kterou sestavil autorův dlouholetý vydavatel John Martin.
Bukowski, pověstný literární rebel, jehož přímý nespoutaný styl obdivovali už beatnici, píše ve své poezii o zoufalství, ubíjejících zaměstnáních, alkoholu, zhýralých ženách a o životě, o němž se sice dobře čte s čokoládou v posteli, ale prožít jej na vlastní kůži by bez ztráty rozumu nezvládl zřejmě nikdo. 

Stěžejní část knihy tvoří básně napsané nedlouho před autorovou smrtí v roce 1994.
Česky vydalo knihu v roce 2011 nakladatelství Argo.

## Obsah
- zemřel 9. dubna 1553
- díky za to štěstí
- to je umění
- odmítnutí
- kruh se uzavřel
- chronický stav
- zulíbat její tmavou hřívu
- odpad
- zvonění na přestávku
- hurá za zábavou
- práce na prd
- zvláštní dopoledne
- tady je mi hej
- bez práce
- takový oheň
- tvrdej chleba
- poslední dostih
- vyhaslá duše
- teorie
- víc než au
- nálada pod psa
- faux pas
- o jednom mém znepokojeném čtenáři
- asi mě vymění
- fajn místo
- agnostik
- legenda
- nikdy
- sedáváš vedle nich na baru...
- upocenej srpnovej den
- něco z novin
- návrat
- tahle vlajka nevlaje z láskou
- manekýny
- má odpověď
- pod slizkým sluncem
- krásné šílenství
- za co mě trestáš
- sázka na jistotu
- stará filmová hvězda
- snažím se vystřízlivět
- tečka na závěr
- ráno poté
- před sedmým dostihem
- velký zvířata v betonových botách
- tragédie?
- až do dna
- dokonalé ticho
- po půl druhé ráno
- zrcadlo zrcadlo pověz mi
- milý nakladateli
- ztráta zájmu
- oddělení součástek
- teď jsem nahoře
- Buddha se usmívá
- co jsem to viděl?
- někdo si postěžoval v dopise:
- táhne mi na 73
- včera večer jsem viděl tuláka
- hrůza děs
- poslední zima
- nahnutej
- bajonety ve světle svíček

## Popis některých básní
chronický stav
Bolest je všudypřítomná.
práce na prd
Proč by slova básníka měla být jiná? Je mi trapně za sebe i za ostatní, nemám nás rád a nikdy jsem neměl.
zvláštní dopoledne
Vyšel jsem z baru nadýchat se čerstvého vzduchu. Přidal se ke mě Danny a pak Harry. Přišli další. Za chvíli postávala před barem spousta chlapů a všichni se uvolnili. Radost byla cítit ve vzduchu.
tvrdej chleba
Velký talent bývá nepochopen, protože je o mnoho let napřed. Ti co dosáhnou uznání za života, zpravidla ničím nevynikají, jen podlehnou iluzi jako spousta ostatních.
návrat
Jsi sražen k zemi a stejně se vždy zvedneš, jsi obdařen výjimečnou odolností a sílou. Co ti chybí?
tahle vlajka nevlaje s láskou
Všude jsou počítače, zanedlouho bude mít každý svůj vlastní a všichni budou o všech všechno vědět, dřív než se potkají, tak nač někam chodit? Nikdo se nebude s nikým chtít vidět a ze všech budou samotáři tak jako já.
má odpověď
Na dotaz tchyně, proč musí Bukowski používat vulgarismy a stýkat se podivnými lidmi. Protože kdyby se měl stýkat s lidmi jako je ona, nebylo by o čem psát.
pod slizkým sluncem
Svět je horor a dokonce zadarmo. Nevědomost je ctnost. Není co zapomenout a není co si pamatovat.
sázka na jistotu
na dostizích zařval hlasatel: „Nastupuje Bolest!“ Tenkrát nevyhrála, ale můžeš si být jistý, že zanedlouho se jí to podaří. A můžeš na to vsadit majlant.
tragédie?
Počítač se zhroutil, když jej pochcal kocour. Psací stroj přežije chcanky, rozlité víno a pivo i popel z cigaret. Je to stará páka.
někdo si postěžoval v dopise:
„Ve vašich básních se píše pořád o smrti.“ Nebudu odepisovat, mrtví to nedělají.